# Kevin Idoménée
Kevin Idoménée, né le 29 avril 1991 à Nice, est un joueur de basket-ball professionnel français et le dirigeant et fondateur de la marque de vêtement Ben Klark. Il mesure 1,85 m.

## Biographie
Kevin Idoménée est issu du centre de formation de Cholet Basket (Pro A) et outre son rôle au poste de meneur en équipe Espoirs, il joue en équipe professionnelle depuis la saison 2009-2010. Il rejoint l'Hermine de Nantes en 2011. En 2012, il crée Ben Klark, une maison de création française liant l'univers de l'art, de la mode, de la musique et du basketball. En 2014, Kevin Idoménée change de cap et décide d'évoluer en Nationale 2 au Toulouse Basket Club afin de consacrer plus de temps à la direction et au developpement de Ben Klark.

## Clubs
- 2000-2004 : A.S Saint Rogatien
- 2004-2006 : Hermine de Nantes (Minimes Nation)
- 2006-2008 : Cholet Basket (Cadets France)
- 2008-2011 : Cholet Basket (Espoirs)
- 2011-2014 : Hermine de Nantes (Pro B)
- 2014-0000 : Toulouse BC (N2)

## Palmarès
- 2008 : Champion de France Cadets 1re Division Groupe B
- 2008 : MVP de la finale du Championnat de France Cadets
- 2009 : Champion de France Espoirs
- 2010 : Champion de France Espoirs